# Seht auf und erhebt eure Häupter
Seht auf und erhebt eure Häupter ist ein Adventslied im Stil eines einstrophigen Liedrufes. Die Melodie wurde von Volker Ochs im Jahr 1980 komponiert. Der Text stammt aus Lk 21,28 . Das Lied ist als Nr. 21 im Evangelischen Gesangbuch enthalten.

## Text
| Evangelisches Gesangbuch                                                                       | Lutherbibel                                                                                                 |
| Seht auf und erhebt eure Häupter, weil sich eure Erlösung naht,] weil sich eure Erlösung naht. | Wenn aber dieses anfängt zu geschehen, dann seht auf und erhebt eure Häupter, weil sich eure Erlösung naht. |